# Horishni Plavni
Horishni Plavni (ucraniano: Горі́шні Пла́вні) es una ciudad de Ucrania perteneciente al raión de Kremenchuk de la óblast de Poltava.
En 2024, la ciudad tenía una población de 53 441 habitantes. Es sede de un municipio que abarca, además de Horishni Plavni, catorce pueblos que suman otros cuatro mil habitantes a la población municipal: Bazaluky, Hora, Hryhoro-Bryhadýrivka, Dmýtrivka, Kárpivka, Keleberdá, Kyyashky, Kuzmenký, Majnivka, Mótryne, Petrashivka, Sálivka, Solontsí y Solóshyne. El municipio se formó entre 2019 y 2020, cuando Horishni Plavni se integró en el raión de Kremenchuk, ya que hasta entonces no formaba parte de ningún raión al estar constituida como ciudad de importancia regional; hasta entonces, la ciudad no tenía pedanías, pero hacía funciones de raión para el consejo rural de Dmýtrivka, que incluía seis de estos pueblos.
Se ubica sobre la orilla izquierda del río Dniéper, unos 10 km al sureste de la capital distrital Kremenchuk.

## Historia
Horishni Plavni era un pequeño pueblo que tuvo su propio consejo rural hasta 1957, cuando se integró en el consejo rural de Pryshyb. Fue siempre un lugar difícil de habitar, pues la llanura aluvial del Dniéper obstaculizaba la agricultura. En la década de 1950 se hallaron dos destacables yacimientos de hierro, y en el entorno de Horishni Plavni se fundó en 1961 el asentamiento minero de "Komsomolsk" (Комсомольськ), denominado así porque fue promovido por la organización juvenil soviética Komsomol. El asentamiento creció hasta el punto de ser considerado una ciudad en 1972, y durante su desarrollo anexionó a su casco urbano diversas localidades rurales, entre ellas la propia Horishni Plavni, que desapareció del mapa en 1978. En 2016, Komsomolsk recuperó el topónimo del antiguo pueblo, pasando a denominarse la ciudad desde entonces "Horishni Plavni".